# Campionat d'Europa de Superstock 600
El Campionat d'Europa de Superstock 600 (oficialment, en anglès, European Superstock 600 Championship) va ser un campionat de suport del Campionat del Món de Superbike per a les rondes europees que es va celebrar del 2005 al 2015. El campionat es destinava a motocicletes de producció de 600 cc i estava reservat a pilots d'entre 15 i 24 anys. S'hi van aplicar les mateixes regles que a la Copa FIM de Superstock 1000 (FIM Superstock 1000 Cup), però el campionat va ser organitzat per la FIM Europe en comptes de la FIM.
El campionat es va suspendre el novembre de 2015 com a conseqüència de la creació d'un nou campionat de suport europeu del Campionat del Món de Supersport i els canvis aplicats en el reglament tècnic de Supersport.

## Llista de campions
| Any  | Pilot                | Moto            |
| ---- | -------------------- | --------------- |
| 2005 | Claudio Corti        | Yamaha YZF-R6   |
| 2006 | Xavier Siméon        | Suzuki GSX-R600 |
| 2007 | Maxime Berger        | Yamaha YZF-R6   |
| 2008 | Loris Baz            | Yamaha YZF-R6   |
| 2009 | Gino Rea             | Honda CBR600RR  |
| 2010 | Jérémy Guarnoni      | Yamaha YZF-R6   |
| 2011 | Jed Metcher          | Yamaha YZF-R6   |
| 2012 | Michael van der Mark | Honda CBR600RR  |
| 2013 | Franco Morbidelli    | Kawasaki ZX-6R  |
| 2014 | Marco Faccani        | Kawasaki ZX-6R  |
| 2015 | Toprak Razgatlıoğlu  | Kawasaki ZX-6R  |